# Tetrachne
Tetrachne is een geslacht uit de grassenfamilie (Poaceae). De soorten van dit geslacht komen voor in Afrika en tropisch Azië.

## Soorten
Van het geslacht zijn de volgende soorten bekend: 
- Tetrachne aristulata
- Tetrachne dregei